# أنطونيو دي لا فونت
أنطونيو دي لا فونت (بالإنجليزية: Antonio De La Fuente)‏ مواليد 24 أغسطس 1902 في بريسكوت، كان ملاكم محترف أمريكي صنّف ضمن فئة الوزن الثقيل.

## إحصائيات
خاض خلال مسيرته 116 نزالا، فاز في 73 وتعادل في 10 وخسر في 33. فاز بالضربة القاضية في 44 نزالا.

## روابط خارجية
- أنطونيو دي لا فونت على موقع بوكس ريك (الإنجليزية) (registration required)